# Lago Baical
Lago Baical  ou Baikal  (em russo: О́зеро Байка́л; romaniz.: Ozera Baykal) é um lago no sul da Sibéria, Rússia, entre o oblast de Irkutsk no noroeste e a Buriácia no sudeste, perto de Irkutsk. Com 636 km de comprimento e 80 km de largura, é o maior lago de água doce da Ásia, o maior em volume de água doce do mundo, o mais antigo (25 milhões de anos) e o mais profundo da Terra, com 1 680 m de profundidade máxima conhecida.
A superfície do lago é de 31 500 km². É tão volumoso que se todos os rios na terra depositassem as suas águas no seu interior, levaria pelo menos um ano para encher. Alguns sítios ultrapassam os 1 600 m de profundidade (dados mais recentes indicam 1 680 m), sendo responsável por 22% a 23% da água doce de degelo do planeta. O seu volume é superior ao de todos os grandes lagos da América do Norte combinados.
Desaguam nele cerca de 300 rios. É um habitat rico em biodiversidade, com cerca de 1085 espécies de plantas e 1 550 espécies e variedades de animais, sendo conhecido como as "Galápagos" da Rússia. Mais de 60% dos animais são endémicos: por exemplo, das 52 espécies de peixes, 27 são endémicas. O lago foi inscrito no Patrimônio Mundial pela UNESCO.

## Características

### Geografia
O lago Baikal era conhecido como o Mar do Norte na China Antiga. A Europa não sabia muito do lago até que houve a expansão da Rússia para a Sibéria no século XVII. O explorador russo que veio pela primeira vez ao Baikal foi Kurbat Ivanov em 1643. A ferrovia do lago Baikal é um ramo da Transiberiana com 40 túneis e 307 km, e foi concluída em 1904. Antes de sua construção, os vagões eram transportados em balsas do Porto Baikal a Babushkin. Enquanto a ferrovia estava sendo construída, uma grande expedição hidrogeográfica chefiada por Fedor Kiríllovitx Drizhenko desenhou o primeiro atlas detalhado do lago Baikal. A antiguidade e o isolamento do lago produziu uma das faunas de água doce mais ricas e incomuns no mundo.
O lago Baikal é um rifte onde a crosta está se separando. Com seus 636 km de comprimento e 79 km de largura, é a maior superfície de água doce da Ásia (31 722 km²), além de ser o mais profundo lago do mundo com seus 1 642 m de profundidade. O fundo do lago está a 1 186 m abaixo do nível do mar, mas abaixo ainda existem cerca de 7 km de sedimentos, o que coloca o fundo do rifte a 8 ou 11 km abaixo da superfície, sendo o mais profundo em rifte continental. Em termos geológicos este rifte é jovem e ativo, aumentando cerca de 2 cm/ano. A área da falha geológica também é sismicamente ativa, havendo fontes termais e terremotos a cada poucos anos. O único rio que provém do lago Baikal é o rio Angara, um afluente do Ienissei.
Sua idade é estimada entre 25 e 30 milhões de anos, um dos mais antigos lagos da história geológica. É o único entre os grandes lagos situados em latitudes elevadas, porque seu sedimentos não foram afetados pelas geleiras continentais. Os estudos feitos por americanos e russos na década de 1990 fornecem um registro detalhado das mudanças em climáticas durante os últimos 250 000 anos. Num futuro próximo espera-se poder aceder a camadas de sedimento mais profundas. O Baikal é também o único lago de água doce onde foram encontradas evidências diretas e indiretas da existência de hidrato de gás.

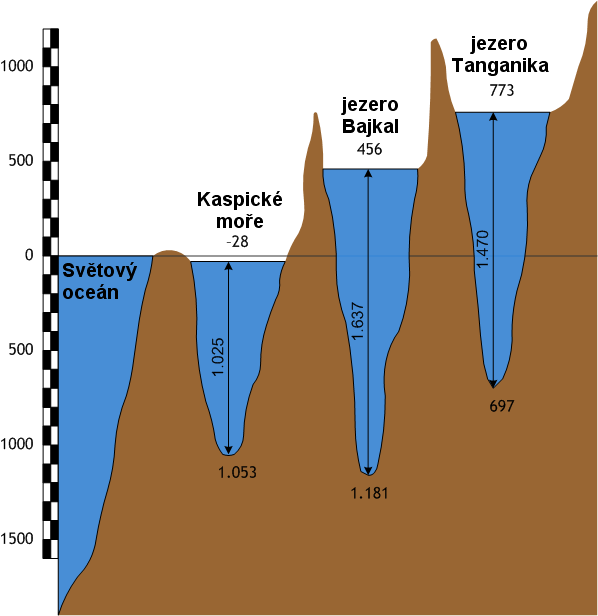
Diagrama da profundidade dos lagos Baikal, Tanganica e Mar Cáspio

O lago está completamente cercado por montanhas altas e íngremes. As montanhas Baikal, na costa norte, e a taiga são tecnicamente protegidas como parque nacional. O lago contém 27 ilhas, sendo que a maior, Olkhon, tem 72 km de comprimento e é a terceira maior ilha lacustre do mundo. O lago é alimentado pelo fluxo de 336 afluentes. Os principais afluentes do Baikal são o Selenga, Barguzin, Alto Angara, Turka, Sarma e o Snezhnaya. O efluente do Baikal é o rio Angara.
As águas são bem misturadas e bem oxigenadas ao longo da coluna de água, apesar da sua grande profundidade, e em contraste com a estratificação que ocorre em grandes massas de água, tais como o Lago Tanganica ou o Mar Negro. Entre maio e junho e entre outubro e novembro, quando a temperatura do lago é de cerca de 4°C (temperatura na qual a densidade da água é máxima), há grandes movimentos de convecção que misturam a água naturalmente. Esta mistura permite a oxigenação da água até 200 ou 300 m de profundidade, o que favorece a flora e a fauna do lago.
Além de ser o mais profundo lago do mundo com seus 1 680 m de profundidade, levando em consideração que o lago está a 455 m acima do nível do mar e o ponto mais baixo está a 1 855 m abaixo do nível do mar, verifica-se que o Baikal é uma das depressões mais profundas da Terra. A profundidade média do lago é de 744 m e supera a maioria dos lagos mais profundos.

### Círculos

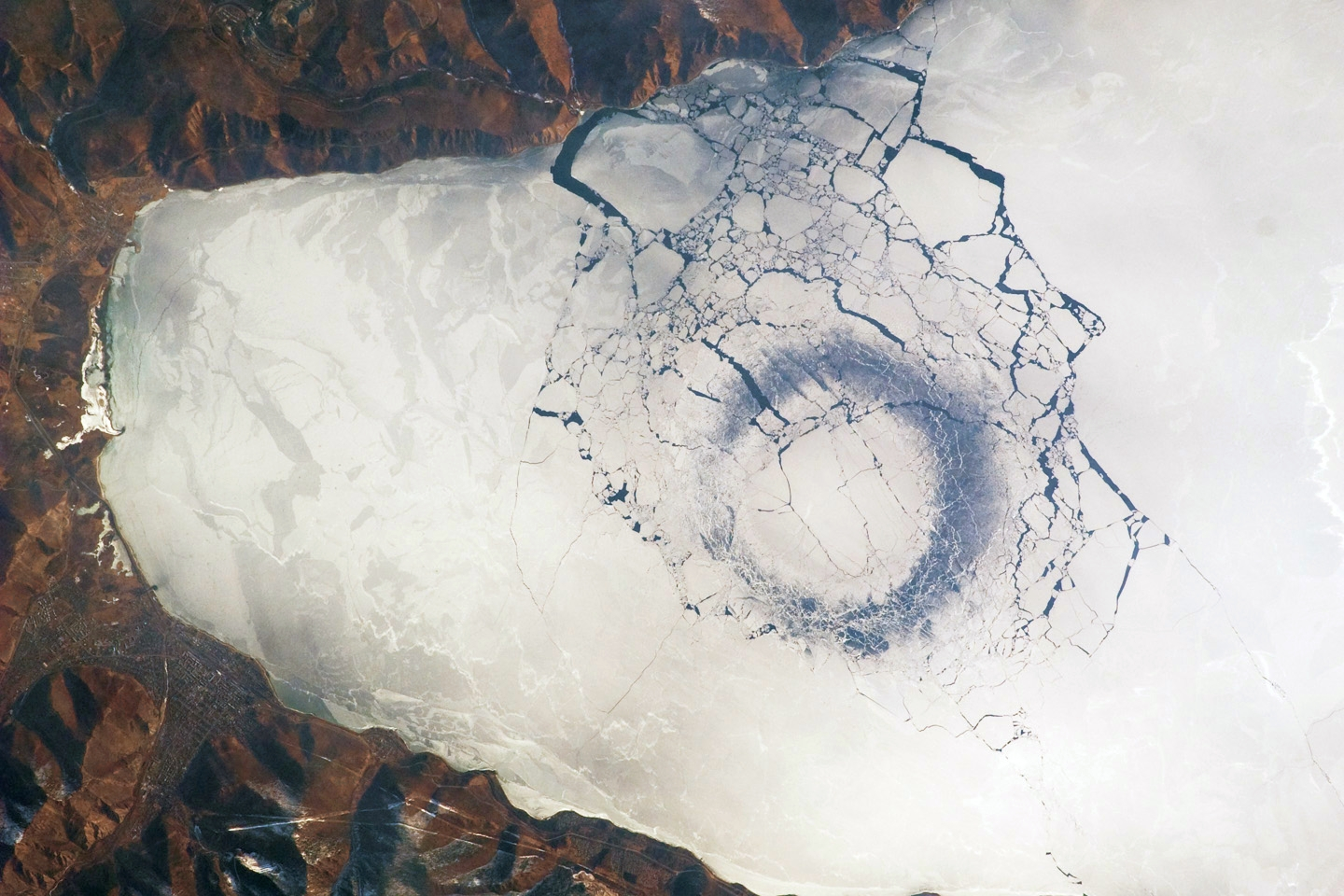
Círculo perto da ponta sul do lago, com o diâmetro de 4.4 km

Os astronautas a bordo da Estação Espacial Internacional perceberam dois misteriosos círculos escuros no gelo do Lago Baikal em abril de 2009. Embora, na época, a causa é mais provável aquosa do que exótica, alguns aspectos das manchas estranhas desafiam explicação.
Os dois círculos são os pontos focais para a ruptura do gelo e, pensava-se que poderiam ser causados pela ressurgência de águas mais quentes no lago. A cor escura dos círculos é devida ao afinamento do gelo, que geralmente perdura em torno de junho. Ressurgência não seria estranha em algumas áreas relativamente rasas do lago onde foi detectada atividade hidrotermal, tais como onde o círculo próximo ao centro do lago está localizado. Círculos foram vistos nessa área antes, em 1985 e 1994, embora eles não eram tão pronunciados. Mas a localização do círculo perto da ponta sul do lago onde a água é relativamente profunda e fria é intrigante.

## Biologia
Lago Baikal tem uma rica biodiversidade. Ele abriga mais de 1 000 espécies de plantas e 2 500 espécies de animais com base no conhecimento atual, mas os números reais para ambos os grupos se acredita ser significativamente maior.

## Impacto humano

### Pesquisas

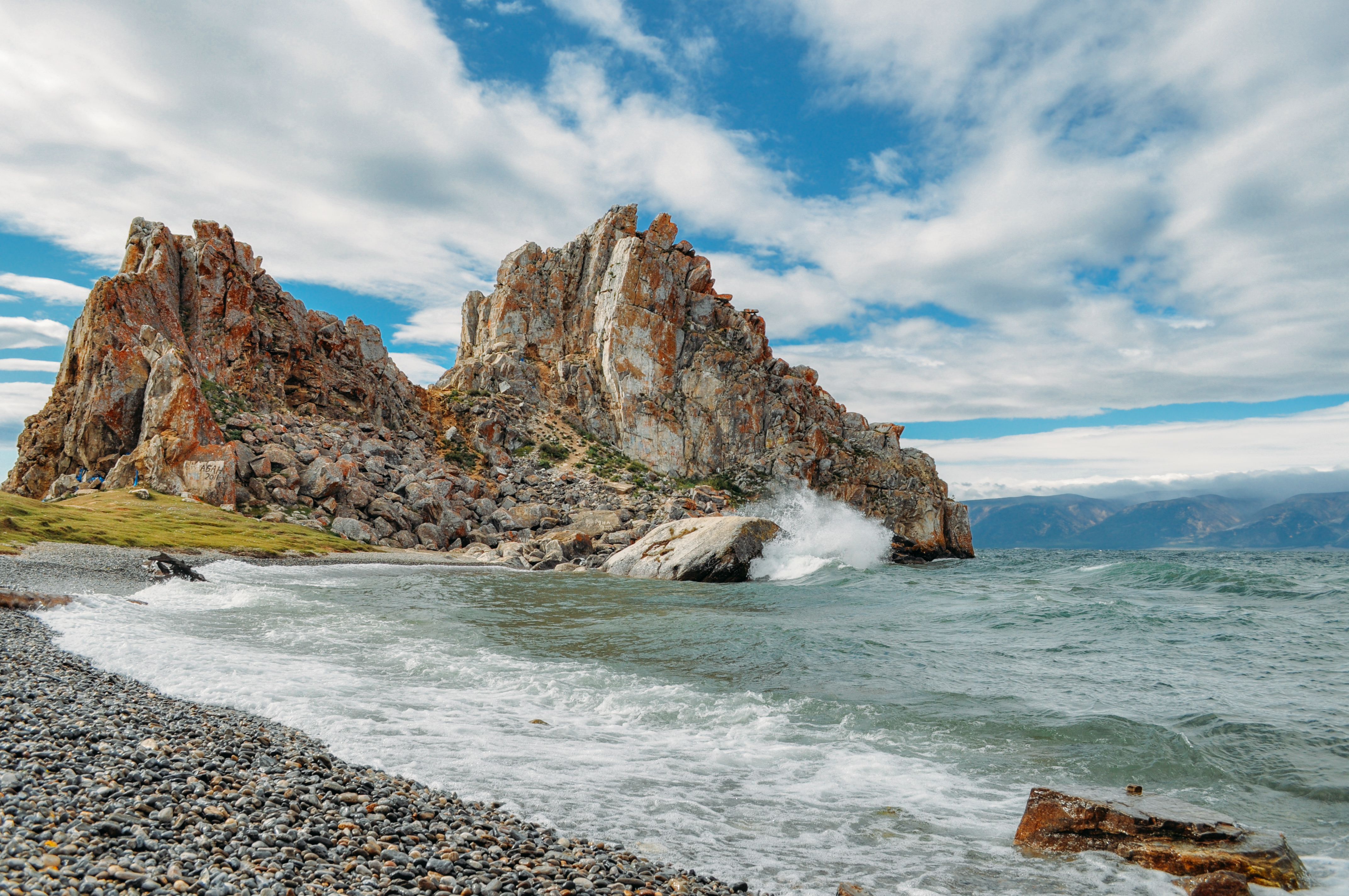
Ilha Olkhon

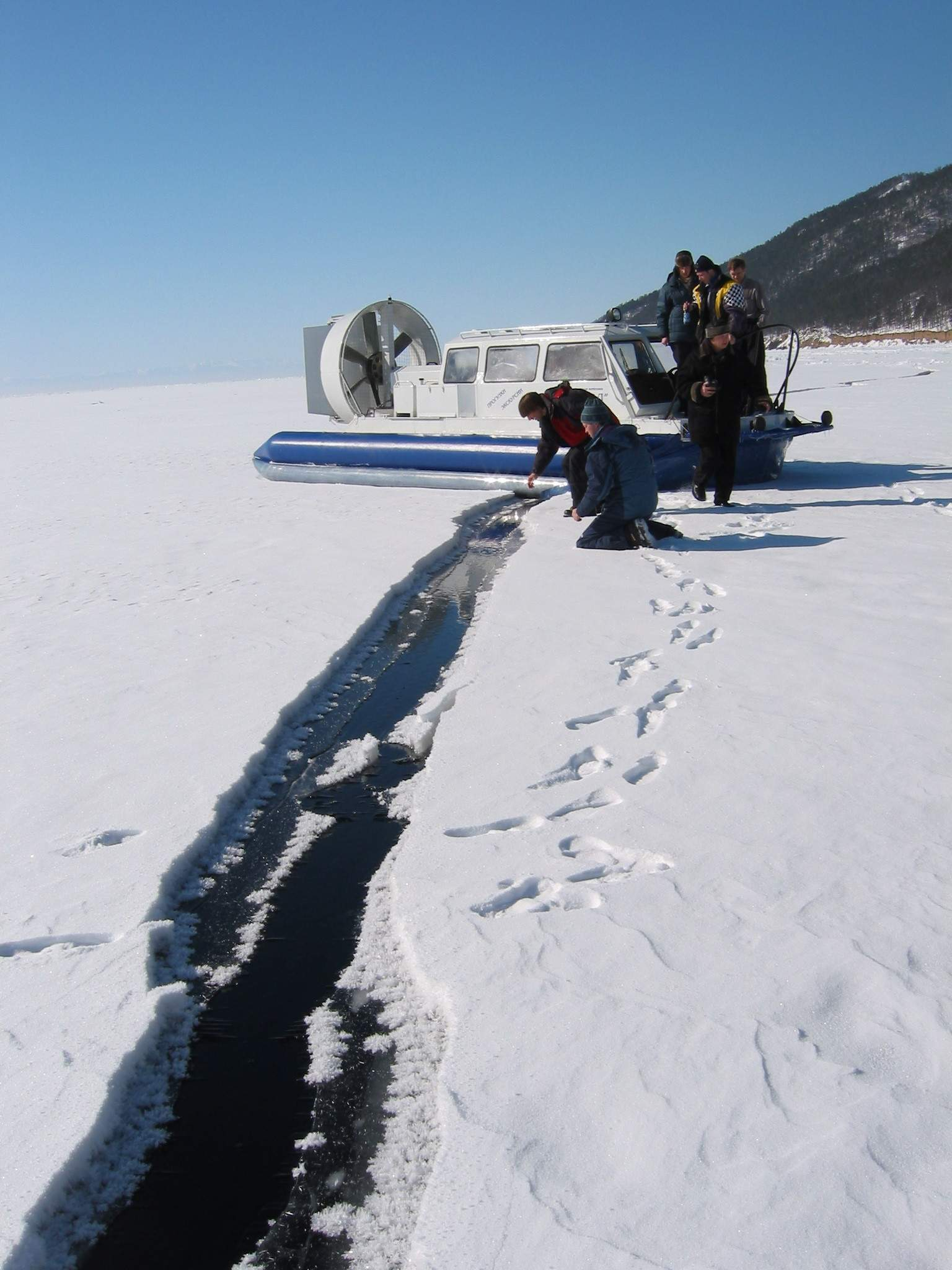
Levantamento da cobertura de gelo no barco hovercraft Hivus-10

Várias organizações estão realizando projetos de pesquisa natural no Lago Baikal. A maioria deles são governamentais ou associados a organizações governamentais. O Baikal Research Centre é uma organização independente de pesquisa que realiza educação ambiental e projetos de pesquisa no Lago Baikal. Em julho de 2008, a Rússia enviou dois pequenos submersíveis, Mir-1 e Mir-2 para descer 1 592 m até o fundo do lago Baikal a fim de realizar testes geológicos e biológicos em seu ecossistema único. Embora inicialmente relatado como sendo bem sucedido, não estabeleceram um recorde mundial para o mergulho mais profundo de água doce, atingindo uma profundidade de apenas 1 580 m. Esse recorde é atualmente detido por Anatoly Sagalevich, a 1637 m (também no Lago Baikal a bordo do submersível Peixes em 1990) O cientista e político federal russo Artur Chilingarov, líder da missão, também participou dos mergulhos Mir.

### Turismo
Os pontos turísticos são Listvyanka, Circum-Baikal Railway, Ilha Olkhon e Barguzinsky Bay. Existem várias trilhas turísticas, mas a mais famosa é a Great Baikal Trail. Este é um projeto voluntário, uma rota pitoresca ao longo da costa Baikal de Listvyanka a Bolshoye Goloustnoye. O comprimento total da rota é de 55 km, mas os turistas, geralmente, percorrem apenas uma parte — uma seção de 25 km até Bolshie Koty.

### Ameaças
Recentemente, ecologistas russos alertaram para o processo de degradação a que vem sendo submetido o lago Baikal. Toneladas de lixo, provenientes de áreas turísticas e de barcos que trafegam no lago, têm sido derramadas no lago, ameaçando transformá-lo num pântano. Uma expedição cientifica recente descobriu que 160 toneladas de lixo líquido são produzidas a cada temporada na baía de Chivyrkui. Esse lixo facilmente escoa para o lago. Em consequência da poluição, observa-se o crescimento de plantas aquáticas estranhas ao ecossistema, como a Spirogyra e a Elodea canadensis. Um nível elevado de poluição também foi encontrado na Baía Listvenichesky. Como uma das medidas para combater a poluição da água, foi proposta uma solução inovadora e bastante onerosa: o primeiro navio ecológico do mundo, o Trofim Yaskin. O navio pode tornar-se a plataforma para o desenvolvimento de tecnologias para evitar a propagação de algas verdes, reciclando esgotos em combustível e realizando um tipo de tratamento de resíduos sólidos que elimina a condensação. O navio também será equipado com um drone, painéis solares e um gerador eólico. O projeto foi avaliado em 12 milhões de rublos.